# إلياس إده
إلياس يوسف إدّه (1741 - 1828) شاعر عثماني لبناني. ولد في قرية إدة بجبيل في أسرة معروفة أدبية وجيهه. تلقى فنون الكتابة على والده، وبرع فيها. بعد أن توفي والده، حل مكانه في خدمة الأمراء الشهابيين، فكتب للأمير يوسف، ثم لأحمد باشا الجزار، وللأمير بشير الثاني. جرت بينه وبين نقولا الترك مراسلات شعرية عديدة. خلّف شعرًا كثيرًا وديوانًا، ولكنه مفقود بسبب حريق حدث أثناء الصراع الأهلي في جبل لبنان عام 1840. توفي في بعبدا. 

## سيرته
ولد إلياس يوسف إدة سنة 1741 في بلدة إدة في جبيل في عائلة معروفة. تعلم الكتابة عن أبيه يوسف، الذي عمل كاتباً للأمير يوسف بن ملحم الشهابي، وقد أعطاه الأمير يوسف رتبة الكاخية، أي كبير الكتاب. وبعد وفاة والده، عمل إلياس إدة كاتباً لدى أحمد باشا الجزار، والي عكا، «ثم احتال للخلاص منه واختفى»، وعاد إلى لبنان وصار في خدمة الأمير بشير الشهابي، فعمل بخدمة إسماعيل الكردي، ثم عاد إلى خدمة الأمير بشير، إلى أن استبعده فانزوى في بعبدا حيث توفي سنة 1828.

## شعره
قال عنه لويس شيخو « يبقى لنا من شعر المعلم إلياس إدة بعض شذرات متفرقة في الكتب الخطية أو محفوظة في ذاكرة الشيوخ الذين عاشوا بعده بزمن قليل. وفي نظمه أغلاط نحوية وخلل في الوزن إلا أن معانيه حسنة، ويعذره أنه لم يتخرج في المدارس، بل قال الشعر عفواً، هدته إليه نظرته السليمة وذكاء عقله.» 

## وصلات خارجية
- إلياس إده على موقع بوابة الشعراء.